# اولیسس ساوسدو
اولیسس ساوسدو (انگلیسی: Ulises Saucedo; ۳ مارس ۱۸۹۶ – ۲۱ نوامبر ۱۹۶۳) مربی و داور فوتبال اهل بولیوی بود.
وی در جام جهانی فوتبال ۱۹۳۰ علاوه‌بر سرمربی تیم ملی فوتبال بولیوی به‌عنوان داور نیز به قضاوت پرداخته است.